# 베르나르두스 카르노텐시스
베르나르두스 카르노텐시스(라틴어: Bernardus Carnotensis, 프랑스어: Bernard de Chartres 베르나르 드 샤르트르[*]: ?? - 1124년 이후 몰)는 12세기 프랑스의 신플라톤주의 철학자다. 
언제 어디서 태어났는지 알 수 없다. 종래에는 테오도리쿠스 카르노텐시스의 형으로 브르타뉴인일 것이라 여겨져 왔지만, 최근 연구에서 부정되었다.:40-42 1115년 샤르트르 대성당학교에 등록되어 있었고, 1124년까지 교장(chancellor)을 지냈다. 1124년 이후에도 살아 활동한 행적이 없어서:32-33 그 즈음 죽은 것으로 생각된다.
길베르투스 포레타누스, 굴리엘무스 데 콘치스, 요안네스 사레스베리엔시스를 제자로 가르쳤으며, 그들이 저술해 남긴 문헌을 통해 베르나르두스의 삶과 사상이 재구된다.
베르나르두스는 다른 신플라톤주의 신학자들과 마찬가지로 아리스토텔레스의 변증론과 보에티우스 주석서보다는 플라톤의 『티마이오스』나 고대 신플라톤주의자들의 연구에 더 많은 관심을 가졌다. 그래서 그는 보편문제 뿐 아니라 형이상학과 우주론에도 관심을 가졌다.
베르나르두스 형이상학에 따르면 실재에는 세 가지 범주가 있다. 신, 물질, 관념이 그것이다. 신이란 최고실재(supreme reality)다. 물질은 무(nothingness)로부터 신의 창조적 항위로써 탄생한 것이며, 관념과 결합하여 감각할 수 있는 사물들의 세계를 구성한다. 관념은 영원으로부터 신(Divine Mind)에 이르도록 도움을 주는 수단적 원형(prototypes by means)이다. 관념은 섭리계(world of Providence)를 구성한다. 관념은 영원하지만 신만큼 영원한 것은 아니다.  또한 요안네스에 따르면 베르나르두스는 홀로 순수하게 물질과 결합된 관념의 원초적 형상(native forms), 즉 물질로써 만들어진 관념의 사본이 실존한다고 가르쳤다. 하지만 이 부분에 대하여 베르나르두스의 사상이 무엇이었는지 확실하게 말하기는 어렵다. 베르나르두스 형이상학에는 플라톤주의와 신플라톤주의의 많은 특징들(관념의 거주지로서의 지성, 세계영혼론, 영원물질론, 불완전성의 근원으로서의 물질론 등)이 재현된다는 것은 주목할 만하다. 한편 베르나르두스는 물질의 원인은 신이지만, 물질은 영원으로부터 실존했다고 주장했다. 처음에 관념과 결합하기 전에 물질은 혼란한 상태였는데, 여기에 원초적 형상들이 물질을 관통함으로써 구별, 질서, 규칙성, 수가 우주에 도입되었다고 한다.